# Вукович Сергій Леонідович
Вуко́вич Сергі́й Леоні́дович (*20 квітня 1945, Одеса — 19 березня 2006, Одеса) — найтитулованіший автогонщик України, багаторазовий чемпіон СРСР з ралі, член збірної СРСР, учасник етапів чемпіонату світу та Європи з ралі, автогонщик команди Автоекспорт, переможець ралі-рейду Wynn's Safari Rally 1986.

## Біографія
В 1970-х — 90-х роках, як і більшість радянських автогонщиків тих часів, С. Вукович працює водієм в таксопарку (одеське АТП-15101) та одночасно тренує автогонщиків в одеській автошколі ДТСААФ (картинг, ралі та автокрос).
Багато часу Сергій Вукович приділяв вихованню молодих перспективних спортсменів. До числа його вихованців належать одесити Віктор Московських (переможець ралі Дакар), Ігор Володько, Микола Никитюк та інші.
Після 1997 року, коли він востаннє брав участь у офіційних змаганнях («Ралі Куяльник-97»), Сергій Вукович опікується створенням в Одесі моторно-спортивного центру для підготовки спортивних автомобілів.
До останніх днів життя працює на посаді директора одеського відділення фірми «Віннер Форд Україна».

## Спортивні досягнення
З 1967 року Сергій Вукович бере участь в численних змаганнях з автоспорту, на його рахунку 10 виступів на етапах чемпіонату світу з ралі на автомобілях ВАЗ, перемоги в ралі-рейдах та на етапах чемпіонатів Європи та інших міжнародних змагань.

### Першості країни
1961 рікперші виступи в формулі «Карт».
1967 рікперші виступи в чемпіонаті СРСР з ралі (першим з українських спортсменів виборює 1-е місце в чемпіонаті СРСР з ралі)
1974 рікЧемпіонат СРСР група 1, клас Х (до 2500 куб. см), Вукович С./Матречко В., ГАЗ-24 — 3-е місце.
1997 рікЧемпіонат України з ралі, Ралі «Куяльник-97», Сергій Вукович/Генадій Панфілов, Lancia Delta Integrale — поломка двигуна.

### Міжнародні змагання
Від 1976 року С. Л. Вукович виступає у складі збірної СРСР, бере участь у чемпіонатах світу та Європи з ралі.
1977 рік
- Чемпіонат світу для водіїв, 1000 Lakes Rally (Фінляндія), Сергій Вукович/Віктор Московських, Lada 1300 Rallye — 2-е місце в об'єднаному класі 1/2; 6-е місце в групі 2 та 21-е місце в абсолютному заліку
- Чемпіонат світу для водіїв, Rajd Polski (Польща), Сергій Вукович/Віктор Московських, Lada 1300 Rallye — 2-е місце в класі 2, 6-те в абсолютному заліку

1978 рік
- Чемпіонат світу, Acropolis Rally (Греція), Сергій Вукович/Віктор Московських, Lada 1600 — пошкодження трансмісії
- Чемпіонат світу, 1000 Lakes Rally (Фінляндія), Сергій Вукович/Віктор Московських, Lada 1300 Rallye — не закінчив

1979 рік
- Чемпіонат світу, Acropolis Rally (Греція), Сергій Вукович/Анатолій Брум, Lada 21011 (Автоекспорт) — 2-е місце в класі 2, 8-е місце в групі 2, 10-е місце в абсолюті.
- Чемпіонат світу, 1000 Lakes Rally (Фінляндія), Сергій Вукович/Анатолій Брум, Lada 1300 Rallye — 14-е місце в групі 2; 4-е місце в класі 1/2, 28-місце в абсолюті

1980 рік
- Чемпіонат світу, Lombard RAC Rally (Велика Британія), Сергій Вукович/Андріс Звінгевич, Lada 21011 (Автоекспорт) — 24-е місце в абсолюті

1981 рік
- Чемпіонат світу, International Swedish Rally (Швеція), Сергей Вукович/Анатолий Брум, Lada 1300 Rallye — 5-е місце в групі 2 клас 1, 51- місце в абсолюті
- Чемпіонат світу, Lombard RAC Rally (Велика Британія), Сергій Вукович/Андріс Звінгевич, Lada 21011 (Автоекспорт) — 1-е місце в класі, 6-е місце в групі 2, 24-е місце в абсолюті

1982 рікLombard RAC Rally (Велика Британія), Сергій Вукович/Андріс Звінгевич, Lada 2105 VFTS (Автоекспорт) — 2-е місце в класі 10/11, 4-е місце в групі B, 25-е місце в абсолюті
1984 рікRajd Polski (Польща), Сергій Вукович/Андріс Звінгевич, Lada 2105 VFTS — 2 місце в абсолюті
1985 рік
- Чемпіонат світу, 1000 Lakes Rally (Фінляндія), Сергій Вукович/Анатолій Брум, Lada 2105 VFTS — не закінчив

1986 рікWynn's Safari Rally (Австралія), Lada Niva — 1-е місце